# Walter Venturi
Walter Venturi (Roma, 6 gennaio 1969) è un fumettista e illustratore italiano, presente nel mondo dei fumetti dal 1994.

## Biografia
Venturi inizia come illustratore per l'editoria per bambini e collabora con le case editrici Play Press, Edigamma e Edinova. Autoproduce con la Down Comix 12 numeri di Capitan Italia, nel frattempo diventa Editor dal 1999 al 2005 e si occupa dell'editing dei fumetti della DC Comics per conto della casa editrice Play Press Publishing, inizia la collaborazione con Eura Editoriale disegnando storie brevi su Lanciostory e Skorpio in coppia con Lorenzo Bartoli e Roberto Recchioni, autori anche di John Doe e di Detective Dante, con i quali disegnerà diversi numeri. Per la Sergio Bonelli Editore oltre a Brad Barron, Demian e Zagor nel 2013 pubblica come autore completo il suo romanzo Il grande Belzoni.

## Opere

### Sergio Bonelli Editore

#### Zagor
- Walter Venturi (disegni), Jacopo Rauch (testi); I fantasmi del capitano Fishleg in color Zagor n.1, Sergio Bonelli Editore, agosto 2013
- Walter Venturi (disegni), Lorenzo Bartoli (testi); Christopher deve morire! in Zagor special n.27, Sergio Bonelli Editore, aprile 2015
- Walter Venturi (disegni), Tito Faraci (testi); La minaccia dei morb in color Zagor n.8, Sergio Bonelli Editore, dicembre 2018
- Walter Venturi (disegni), Moreno Burattini (testi); Il delitto impossibile in maxi Zagor n.39, Sergio Bonelli Editore, maggio 2020
- Walter Venturi (disegni), Tito Faraci (testi); Il morbo in Zagor più n.1, Sergio Bonelli Editore, maggio 2021
- Walter Venturi (disegni), Jacopo Rauch (testi); Non-morti in Zagor n.725, Sergio Bonelli Editore, settembre 2021

#### Martin Mystère
- Walter Venturi (disegni), Davide Barzi (testi); Il vampiro di Vienna in Martin Mistère n.377, Sergio Bonelli Editore, luglio 2021

- Walter Venturi (disegni), Davide Barzi (testi); Il vampiro di Vienna in Martin Mistère n.378, Sergio Bonelli Editore, agosto 2021

#### Il grande Belzoni
- Walter Venturi (disegni, copertina), Walter Venturi (testi); in Romanzo a fumetti n.10, Sergio Bonelli Editore, novembre 2013
- Walter Venturi (disegni, copertina), Walter Venturi (testi); ristampa in Il grande Belzoni, Sergio Bonelli Editore, settembre 2019

#### Chanbara
- Walter Venturi (disegni,), Gabriella Contu (testi); Le spade del tradimento in Chanbara n.10, Sergio Bonelli Editore, settembre 2019

#### Cico a spasso nel tempo
- Walter Venturi (disegni), Tito Faraci (testi); Mai dire maya in Cico a spasso nel tempo n.1, Sergio Bonelli Editore, giugno 2017

- Walter Venturi (disegni copertine), miniserie Cico a spasso nel tempo n.1-2-3-4-5-6, Sergio Bonelli Editore, giugno, luglio, agosto, settembre, ottobre, novembre 2017

#### Dragonero
- Walter Venturi (disegni), Stefano Vietti (testi); Avventura a Darkwood in speciale Dragonero n.2, Sergio Bonelli Editore, agosto 2015

#### Tex
- Walter Venturi (disegni), Luca Barbieri (testi); Un cavallo di pezza in color Tex n.10, Sergio Bonelli Editore, novembre 2016
- Walter Venturi (disegni), Antonio Zamberletti (testi); Freedom ranch in Tex magazine, Sergio Bonelli Editore, gennaio 2017

#### Brad Barron
- Walter Venturi (disegni), Tito Faraci (testi); Conto alla rovescia in Brad Barron n.16, Sergio Bonelli Editore, agosto 2006
- Walter Venturi (disegni), Tito Faraci (testi); Terra di frontiera in Brad Barron speciale n.2, Sergio Bonelli Editore, marzo 2009
- Walter Venturi (disegni), Tito Faraci (testi); Tornati dall'inferno in Brad Barron speciale n.3, Sergio Bonelli Editore, novembre 2009
- Walter Venturi (disegni), Tito Faraci (testi); I guardiani supremi in Brad Barron speciale n.5, Sergio Bonelli Editore, dicembre 2011

#### Demian
- Walter Venturi (disegni), Pasquale Ruju (testi); Sulle strade di Parigi in Demian n.13, Sergio Bonelli Editore, maggio 2007
- Walter Venturi (disegni), Pasquale Ruju (testi); Debito di sangue in Demian speciale n.4, Sergio Bonelli Editore, novembre 2012

### Eura Editoriale

#### John Doe
- Walter Venturi (disegni), Lorenzo Bartoli (testi); Brillano nel buio in John Doe n.2, Eura Editoriale, luglio 2003
- Walter Venturi (disegni), Lorenzo Bartoli (testi); Hollywood brucia in John Doe n.8, Eura Editoriale, gennaio 2004
- Walter Venturi (disegni), Lorenzo Bartoli (testi); Cinque cuori di pietra in John Doe n.22, Eura Editoriale, marzo 2005
- Walter Venturi (disegni), Lorenzo Bartoli (testi); Il Giannizzero nero in John Doe n.23, Eura Editoriale, aprile 2005
- Walter Venturi (chine), Marco Farinelli e Roberto Recchioni (matite), Roberto Recchioni (testi); Seconda stagione in John Doe n.25, Eura Editoriale, giugno 2005
- Walter Venturi (chine), Marco Farinelli (matite), Roberto Recchioni (testi); Appuntamento ad Hard Rock in John Doe n.35, Eura Editoriale, aprile 2006
- Walter Venturi (disegni), Roberto Recchioni (testi); Inni di Battaglia in John Doe n.66, Eura Editoriale, novembre 2008

#### Detective Dante
- Walter Venturi (disegni), Roberto Recchioni (testi); Le colpe dei padri in Detective Dante n.7, Eura Editoriale, dicembre 2005
- Walter Venturi (disegni), Roberto Recchioni (testi); La madre di tutte le paure in Detective Dante n.24, Eura Editoriale, maggio 2007